# Jordi Bardají Vilaplana
Jordi Bardají Vilaplana, és submarinista, dirigent i instructor d'activitats subaquàtiques.
Es va iniciar en el món de l'esport com a nedador i waterpolista en el CN Poble Nou, L'any 1980 va aconseguir el títol de bussejador esportiu de primera classe i el 1982 va entrar a formar part com a docent de l'Escola de Bussejadors Esportius del Centre de Recuperació i d'Investigacions Submarines (CRIS) i el 1984 a l'Escola Catalana d'Activitats Subaquàtiques. També ha estat professor de l'Escola Nacional de Busseig Autònom Esportiu que depèn de la Federació Espanyola. Del 1999 al 2002 va ser president de la Federació Catalana d'Activitats todo Subaquàtiques, i el 2000 va ser nomenat vicepresident tècnic de la Federació Espanyola, càrrec que va seguir ocupant durant uns anys més.